# Richeling
Richeling település Franciaországban, Moselle megyében. Lakosainak száma 348 fő (2022. január 1.). Richeling Grundviller, Holving, Rémering-lès-Puttelange és Sarralbe községekkel határos.

## Népesség
A település népessége az elmúlt években az alábbi módon változott:
| Lakosok száma | 193  | 262  | 317  | 351  | 348  | 345  | 337  | 351  | 351  | 348  |
|               | 1968 | 1982 | 1990 | 2006 | 2013 | 2015 | 2017 | 2019 | 2020 | 2022 |